# Famille Motais de Narbonne
La famille Motais puis Motais de Narbonne est une famille d'origine bretonne. Le nom de « Narbonne » provient d'un lieu-dit de la commune de Chantepie, près de Rennes.

## Historique
Cette famille est originaire de « Narbonne », lieu-dit de la commune de Chantepie, près de Rennes.
Elle s'est installée à Saint-Pierre de La Réunion au XVIIIe siècle.

## Liens de filiation entre les personnalités
La lecture des registres de l'état civil permet d'établir les liens de filiation suivants entre les personnalités.
- Julien Charles Louis Motais, sieur de Narbonne (17 octobre 1699 à Rennes - 30 octobre 1777 à Brest), receveur des domaines à Bret, receveur général des finances de Bretagne. Le 25 septembre 1740 à Rennes (paroisse Toussaints), il épouse Michelle Berthelot.
  - Françoise Légère Motais (1743-1822). Le 12 décembre 1761 à Brest, elle épouse Louis Bourayne.
    - César de Bourayne (1768-1817), capitaine de vaisseau, baron de l'Empire, commandeur de la Légion d'honneur.

  - Charles Pierre Motais, seigneur de Narbonne (2 mars 1746 à Hennebont - 20 janvier 1829 à Saint-Pierre (La Réunion)). Le 22 janvier 1781 à Saint-Pierre, il épouse Anne-Nathalie d'Achery de Salicant.
    - Augustin Motais de Narbonne (14 novembre 1782 à Saint-Pierre - 25 septembre 1844), maire de Saint-Pierre. Le 25 avril 1824 à Saint-Pierre, il épouse Louise Lucienne Le Bidan.
      - Louis François Augustin Motais de Narbonne (14 mai 1829 à Saint-Pierre - 3 avril 1879 à Saint-Pierre), avocat. Le 28 septembre 1862 à Saint-Pierre, il épouse Sophie Augustine Amélie Barquissau.
        - Louis Charles Julien Pierre François Augustin Motais de Narbonne ( 11 février 1865 à Saint Pierre -  9 novembre 1937 à Bouc-Bel-Air). Le  8 octobre 1904 à Saint-Denis de la Réunion, il épouse Marie-Antoinette Mahé.
          - Léon Motais de Narbonne (1906-1971)[1], homme politique.

    - Julien Charles Motais de Narbonne ( 20 octobre 1781 à Saint-Pierre -  20 février 1858 à Saint-Pierre), maire de Saint-Pierre de 1853 à 1858.  épouse Elisabeth Louise Marie Merlo. Le  22 avril 1824 à Saint-Pierre, il épouse Elisabeth Merlot.
      - Julien Charles Louis Motais de Narbonne ( 28 décembre 1827 à Saint-Pierre -  21 avril 1891 à Sainte-Marie de La Réunion) épouse à Saint-Denis de La Réunion, Ombline Bellier de Villentroy.
        - Albert Motais de Narbonne ( 12 avril 1870 à Saint-Pierre -  10 décembre 1940 à Paris 15), intendant général des troupes coloniales, commandeur de la Légion d'honneur.  Le  11 juillet 1895 à Saint-Louis de La Réunion, il épouse Marie-Thérèse Sicre de Fontbrune.
          - Henry Marie Joseph Louis Motais de Narbonne (1898-1976), contrôleur civil au Maroc, croix de Guerre 1914-1918. Le  3 septembre 1925 à Poitiers, il épouse Simone Marie Madeleine Allouveau de Montréal (1902-1979).
            - Yves Motais de Narbonne (1928-2014)[2], contrôleur général des armées, commandeur de la Légion d'honneur, grand-croix de l'ordre national du Mérite, croix de guerre des TOE, croix du Combattant, médaille de l'Aéronautique[3]. Il épouse Claude Sicre de Fontbrune.

          - René Motais de Narbonne (1912-1948), aviateur et écrivain français, connu sous le nom de « René de Narbonne ». Il épouse Rosalie Roussel.
            - Roland Motais de Narbonne épouse Viviane Langlois.
              - Olivier Motais de Narbonne épouse Dominique Motais de Narbonne.
                - Bérénice Motais de Narbonne(d), réalisatrice de films d'animation et dessinatrice.

  - Augustin-François Motais de Narbonne (1747-1827), administrateur colonial.

## Propriétés

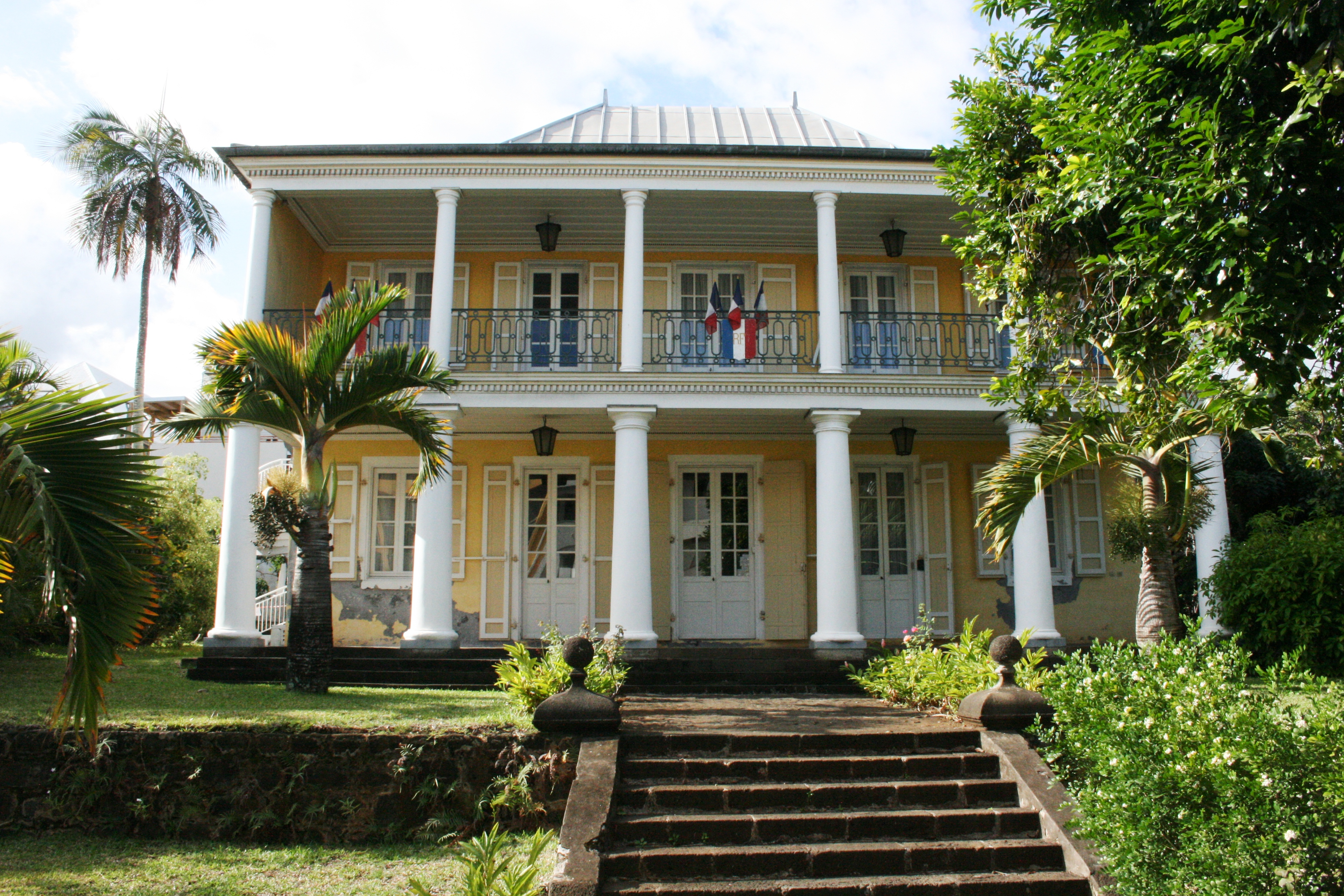
La maison Motais de Narbonne, à Saint-Pierre de La Réunion.

La maison Motais de Narbonne est une case créole, maison remarquable de La Réunion, inscrite à l'inventaire des Monuments historiques depuis le 6 avril 1989.

## Pour approfondir